# Hexatoma (Eriocera) laetipes
Hexatoma (Eriocera) laetipes is een tweevleugelige uit de familie steltmuggen (Limoniidae). De soort komt voor in het Afrotropisch gebied.